# Indogermanische Wortwurzeln
Die indogermanischen Wortwurzeln sind die der indogermanischen Sprachfamilie zugrundeliegenden Wurzeln.
In etymologischen Wörterbüchern werden sie oft mit einem Sternchen davor angegeben (z. B. *dʰeh₁), um anzuzeigen, dass diese Formen nicht belegt, sondern erschlossen sind.
Der Begriff Wortwurzel hat in der Sprachwissenschaft zwei Bedeutungen. Die Wortwurzel ist zum einen eine Analyseeinheit der Morphologie, die den lexikalischen Kern eines Wortes bildet. Man erhält die Wurzel eines Wortes, indem man sämtliche Ablautvarianten, Präfixe, Suffixe, Infixe und Flexionsmerkmale entfernt, z. B. ist trag synchron die Wurzel der Wörter Unzuträglichkeiten oder davontrugen. In der historischen Grammatik bezeichnet Wortwurzel diachron die rekonstruierbare Ausgangsform, auf die die verwandten Wörter einer Wortgleichung innerhalb einer Sprachfamilie zurückgeführt werden können. In diesem Artikel ist vor allem die zweite Bedeutung gemeint.

## Beispiele für indogermanische Wortwurzeln
| Wortwurzel                             | Bedeutung                                         | Kontinuanten |
| -------------------------------------- | ------------------------------------------------- | --- |
| *h₂ég-ro-                              | ‚Feld‘                                            | nhd. Acker, lat. ager, griech. ἀγρός, arm. art, awest. azra, aind. ájraḥ |
| *bʰar-s-, *bʰar-dʰ-, *bʰar-s-dʰ-       | ‚Spitze, Borste, Bart‘                            | lat. barba, wal. barf, engl. beard, lit. barzdà, russ. "borodá" |
| *bʰewdʰ                                | ‚beachten; aufmerksam machen‘                     | nhd. (ver-)bieten, Gebot, Gebiet, engl. to forbid, sanskr. bódhati „er erwacht, begreift“, बुद्ध [buddhá] „Erleuchteter, Erwachter“, bos. buditi „aufwachen“, russ. "bdet" |
| *dʰeh₁                                 | ‚setzen, stellen, legen‘                          | nhd. tun, Tat, gr. θέσις [thésis] (daraus nhd. These), ebs. griech. Lehnwörter im Deutschen wie Apotheke, Thema, synthetisch, ebenso aus dem Lateinischen Fakt, Effekt, effizient, elektrifizieren, offiziell, Malefiz, Kredit, Addition, im Altindischen Wurzelaorist ádhām 'ich setzte' mit z. B. einem Kausativ-Iterativ dhāpáyati; der altgr. Wurzelaorist ἔθηκα ist mit -k- erweitert (vgl. oben im Lat. Fakt usw.), russ. "den" |
| *dy-ḗw, dazu Vr̥ddhi *dey-w-ó-          | ‚strahlend, Tageshimmel,(Himmels-)Gott, göttlich‘ | vedisch dyáuḥ = altgr. Zeus = hethit. šīuš, mit -no-Suffix palaisch tiunaš, vom Vok. *dy-éw lat. Iū(p)piter, mit Vr̥ddhi *dey-w-ó- vedisch देव deváḥ = lat. deus / dīvus (davon Weiterbildung lat. dīvīnus „göttlich“) = germ. *tīwaz „germanischer Lichtgott“ (in engl. Tuesday „Dienstag“) = litauisch diẽvas = lett. dìevs „Gott“ (vgl. auch bos. div „Riese“), russ. "divo"                                                         |
| *h₁ed                                  | ‚beißen, essen‘                                   | nhd. essen, ätzen, Aas, äsen, engl. to eat, lat. edere, lett. ēst „essen“, viņš / viņa ēd „er / sie isst“, bos. jesti „essen“, altgr. ἐσθίω [esthíō] „ich esse“, russ. "est" |
| *gal                                   | ‚rufen, schreien‘                                 | engl. to call, altnordisch kalla, bos. galamiti, russ. "galati" |
| *gʰel                                  | ‚rufen, schreien‘                                 | engl. to yell, nhd. gellen, Nachtigall, russ. "gukat" |
| *ǵenu-                                 | ‚Knie‘                                            | nhd. Knie, lat. genū, toch. A kanwem, B keni (Dualis), griech. góny ‚Knie, Gelenk‘, hethit. gienu ‚Knie; Geschlecht(steil)‘, pers. zānū, aind. jā́nu |
| *gʰor-tó-                              | ‚Umzäunung, Garten‘                               | lat. hortus, engl. garden, wal. garth, nhd. Garten, russ. город [ǵorod] „Stadt“ (ursprünglich „das durch die Stadtmauer umzäunte Gebiet“, vgl. nhd. Zaun, engl. town „Stadt“ und niederl. tuin „Garten“) |
| *g̑neh₃ > g̑nō                           | ‚wissen, erkennen‘                                | lat. īgnōrāre (daraus nhd. ignorieren), nōtus, ignōtus, (cog)nōscere (daraus nhd. kognitiv), altgr. γιγνώσκω [gignṓskō] (daraus nhd. Diagnose, Gnosis), engl. can, to know, knowledge, nhd. kennen, Kunde, kann, Kunst, bos. znati, russ. "znat" |
| *gʰreh₁                                | ‚wachsen, grünen‘                                 | ahd. gras „Gras“, gruoni „grün“, an. gras, eng. grass, to grow, lat. grāmen *gʰr̥h₁(s)-mn̥ „Gras“, russ. "graj" (grüner Wald) |
| *gʷih₃                                 | ‚lebendig‘                                        | nhd. Quecke, keck, Quecksilber, erquicken, quick-lebendig (mit Doppelung, vgl. mit Lehnwort „clam heimlich“) engl. quick, bos. živ, lat. vīvus „lebendig“, vīta „Leben“, gr. βίος, aus dem Griechischen alle Wörter mit Bio-, Hygiene und Diät, russ. "ziv" |
| *h₂stḗr                                | ‚Stern‘                                           | nhd. Stern, lat. stēlla, bret. stered, sterenn, toch. A śre, B ścirye, hethit. ḫašterz(a), griech. ἀστήρ, arm. astł, awest. stārō, skr. stṛ́, Plur. tāra, russ. "Tara" |
| *kaput                                 | ‚Kopf‘                                            | *káput-: nhd. Haupt, lat. caput, sanskr. kabúcchala ‚Schale; Haar am Hinterkopf, Schopf‘;*kapōlo: altengl. hafola ‚Kopf‘, skr. kapā́lam ‚Schale, Hirnschale, Schädel‘; *kapuko: wal. cawg ‚Becher, Schale‘ |
| *(s)kel                                | ‚schallen, klingen‘                               | nhd. schellen, Schall, hell |
| *k̑ley                                  | ‚neigen, lehnen‘                                  | altgr. κλίνω [klíno] „neigen“, κλίνη [kline] „Ruhebett“ (daraus nhd. Klinik, Deklination), eng. ladder, nhd. Leiter, lett. slita „Zaun“, russ. "klonit" |
| *(s)ley                                | ‚gleiten‘                                         | altgr. λείμαξ [leímax] „Schnecke“, eigtl. „die Schleimige“, sanskr. श्लेश्मन् shleshman „Schleim“, engl. slide, nhd. gleiten, schlittern, Schleim, lett. slīdēt, bos. kliziti, pol śluz „Schleim“, russ. "slit" |
| *meh₁, *med, *met                      | ‚abstecken, messen‘                               | altgr. μέτρον [métron] „Maß“ (daraus nhd. Meter), lat. metīrī „messen“, nhd. messen, Maß, lit. metas „Zeit, Maß“, lett. mērīt, bos. mjeriti „messen“, russ. "mesha" |
| *nokʷt- (Nom. *nokʷt-s, Gen. *nekʷt-s) | ‚Nacht, Dämmerung‘                                | nhd. Nacht, alti. -nocht, lat. nox (Gen. noctis), griech. núks (Gen. nuktós), lit. naktìs, russ. nočʹ, alb. natë, skr. nákt-; hethit. nekuz ‚Nachtzeit‘, toch. A nktim, B nekcīye ‚nachts‘, russ. "noch" |
| *pelh₂                                 | ‚flach, eben‘                                     | lat. plānis/-e, nhd. Feld ,Flur, flach, bos. polje, russ. "pole" |
| *péh₂ur̥- (Gen. *ph₂un-ós)              | ‚Feuer‘                                           | nhd. Feuer, umbr. pir, toch. A por, B pūwar, hethit. paḫḫur, griech. πῦρ, tschech. (älter) pýř ‚glühende Asche‘, arm. hur, skr. pāvaka |
| *pék̑-u                                 | ‚Besitz, bewegliches Eigentum‘                    | nhd. Vieh, engl. fee „Lohn, Gebühr“ (Vieh als Zahlungsmittel), lat. pecus „Vieh“, pecūnia „Geld“, ai. páśu, russ. posoch" |
| *perd                                  | ‚furzen‘                                          | engl. to fart, lat. pedere, nhd. furzen, altgr. πέρδιξ [pérdix] „Rebhuhn“ (mit Bezug auf die charakteristischen Laute des Tiers), poln. pierdzieć, lett. perdelēt „hin und wieder furzen“, perdināt „furzen machen, lassen“, perdas „Furz“, bos. prdac „Furz“, russ. perdet |
| *séh₂ls (Gen. *sh₂-l̥-ós)               | ‚Salz‘                                            | nhd. Salz, altir. salann, lat. sāl, toch. A sāle, B salyiye, griech. ἅλς, lett. sāls, russ. solʹ, alb. gjollë ‚Platte, auf die man Salz legt; Salzlecke‘, arm. ał, aind. sarirá ‚Meer‘. russ. "sol" |
| *sekʷ                                  | ‚sagen‘                                           | lit. sakyti, lett. sacīt, aruss. sociti „anzeigen“, isl. segja, engl. to say, nhd. sagen, entfernter lat. inquit „er sagt(e)“, russ. "skas" |
| *(s)tenh₂                              | ‚Donner, donnern(d)‘                              | ai. tanyú-, lat. tonāre, an. Þónarr, engl. thunder, dt. stöhnen, russ. "ston" |
| *uód-r̥-, Gen. *uéd-n-s-                | ‚Wasser‘                                          | nhd. Wasser, umbr. utur, lat. unda ‚Welle, Woge‘, toch. A wär, B war, phrygisch bedu, griech. ὕδωρ, hethit. watar (Gen. wetenas), lit. vanduõ, mdrtl. unduõ, únduo, russ. vodá, alb. ujë, arm. get ‚Fluss‘, awest. udra, aind. udán, russ. "vedro" |
| *wers                                  | ‚verwirren, mischen‘                              | altfranzösisch werre, frz. guerre, engl. war „Krieg“, eng. worse „schlimmer“, ahd. wurst „Mischung“, nhd. wirren, Wurst, Wirrwarr (lautmalende Reduplikation), russ. "varit" |
| *wid                                   | ‚sehen‘                                           | lat. video „ich sehe“ (daraus nhd. Video), ahd. wissan „gesehen haben“, nhd. Wissen, Weise (ursprünglich „Erscheinung, Aussehen“), altgr. ϝἰδέα [widéa] „das in die Augen Fallende“ (daraus nhd. Idee), bos. vid „die Sehkraft“, sanskr. विद [vid] „wissen“ (davon die Veden), russ. "vid", "videt" |
| *yewg                                  | ‚Joch‘                                            | sanskr. योग yoga „Zusammenhang“, युज yuj „verbinden“, lat. iugum „Joch“ (daraus nhd. Konjugation), altgr. ζυγóν [zygón], hethit. iúkán, engl. yoke, nhd. Joch, lett. jūgs |